# دیپرافنون
دیپرافنون (انگلیسی: Diprafenone) یک آنتاگونیست بتا آدرنرژیک ضد آریتمی است.